# Belgian knockout
De Belgian Knockout (BKO) is een internationaal golftoernooi dat deel uitmaakt van de Europese PGA Tour. Met een deelnemersveld bestaande uit 144 van de beste golfers ter wereld, een prijzenpot van één miljoen euro en 18.000 toeschouwers, is de Belgian Knockout een van de prominentste sportevenementen van België.

## Geschiedenis
De Belgian Knockout is een internationaal golftoernooi waarvan de eerste editie plaatsvond in 1910.
In 2018 nam PietersProductions de organisatie van de Belgian Open op zich. Na een afwezigheid van achttien jaar kwam de Belgian Open onder de naam Belgian Knockout terug op de kalender van de Europese PGA Tour.
De eerste editie van de Belgian Knockout, en dus de 53ste editie van de Belgian Open, vond plaats van 17 tot 20 mei 2018 te Rinkven International Golf Club, Schilde, Antwerpen.

## Spelformule
De Belgian Knockout introduceert een spelformule waarbij de traditionele aspecten van strokeplay worden gecombineerd met elementen van matchplay. Tijdens de eerste twee wedstrijddagen spelen 144 spelers zowel op donderdag als op vrijdag een ronde van achttien holes volgens de klassieke strokeplayformule. De strokeplayformule houdt in dat de spelers proberen om de baan in zo weinig mogelijk slagen uit te spelen.
Vrijdagavond, nadat alle 144 spelers twee rondes hebben gelopen gaan enkel de 64 beste spelers door. Voor de overige 80 spelers is de wedstrijd afgelopen.
De overblijvende 64 spelers komen in een tabel terecht. Zij nemen het tegen elkaar op tijdens de weekendknockoutrondes: één tegen één-duels met rechtstreekse eliminatie. De duels spelen zich af over negen holes strokeplay. De speler met het minst aantal slagen mag door naar de volgende ronde; de verliezer valt af. Is er een gelijkspel, dan zal een play-off beslissen wie zich voor de volgende ronde plaatst.
Op zaterdag wordt het deelnemersveld van 64 naar acht spelers herleid via drie knockoutrondes. Op zondag vinden de kwartfinales, de halve finales en de finale plaats volgens hetzelfde principe. De winnaar van het toernooi zal in totaal negentig holes hebben afgelopen: twee kwalificatierondes van achttien holes en zes knockoutrondes van negen holes.

## Uitslag
| Jaar             | Winnaar          | Land             | Baan                     | Score            | Runner-up           | Ref              |
| Belgian Knockout | Belgian Knockout | Belgian Knockout | Belgian Knockout         | Belgian Knockout | Belgian Knockout    | Belgian Knockout |
| ---------------- | ---------------- | ---------------- | ------------------------ | ---------------- | ------------------- | ---------------- |
| 2018             | Adrián Otaegui   | ESP              | Rinkven International GC | −3 to −1         | FRA Benjamin Hébert |                  |